# Tröster von Gethsemani
Die Tröster von Gethsemani (lateinisch: Congregatio Fratrum Consolatorum de Gethsemani, Ordenskürzel: CCG) sind eine römisch-katholische Kongregation päpstlichen Rechts. Sie wurde 1922 gegründet und hat heute ihren Hauptsitz in Wien.

## Geschichte

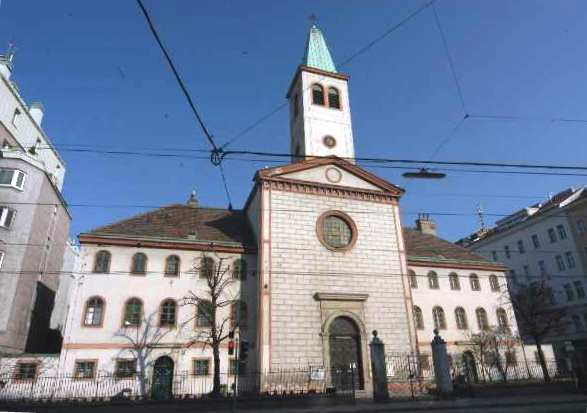
Kirche zum Allerheiligsten Erlöser (Wien)

Die Kongregation der Tröster von Gethsemani wurde von dem aus Prag stammenden Priester Josef Jan Litomisky (1888–1956) gegründet. Sie wurde dann vom  Fürsterzbischof Friedrich Gustav Kardinal Piffl zunächst als Ordensgemeinschaft bischöflichen Rechts bestätigt und später als Kongregation päpstlichen Rechts vom Papst Pius X. approbiert. Das Generalat und Mutterhaus wurde ebenfalls 1922 in Wien in der „Kirche zum Allerheiligsten Erlöser“ mit dem angrenzenden Kloster und der Pfarrei Rennweg errichtet.

## Stationen der Kongregation
Die Kongregation sollte die in Wien lebenden Tschechen und Slowaken in ihren Muttersprachen seelsorglich betreuen. Daraus ergab sich im Laufe der Geschichte, dass die Ordensgemeinschaft ebenfalls verschiedene Konvente in Böhmen und Mähren, die zum Vielvölkerstaat Österreich-Ungarn gehörten, errichteten.

### Kirche zum Allerheiligsten Erlöser in Wien
Nach der Ordensgründung wurde 1922 zunächst das Kloster und die „Kirche zum Allerheiligsten Erlöser“, die schon bald den Zusatz „Böhmen-Kirche“ erhielt, in Wien übernommen und gestalterisch ausgebaut. 1927 übersiedelte der Orden nach Marianka.

### Wallfahrtsort Marianka
Von 1927 bis 1950 verwaltete die Kongregation den ältesten Wallfahrtsort in der Slowakei bzw. ČSSR. Gemeinsam mit anderen Ordensgemeinschaften wurde die Kongregation 1950 zwangsweise aufgelöst. Im Jahre 1990 übernahm sie erneut die Verwaltung von Marianka, sie rekonstruierten die Kirche und das ehemalige Paulinenkloster (Kastell), welches nun als Wallfahrer- und Exerzitienhaus dient.

### Das Wirken in der Tschechoslowakei
In den Jahren 1966–1986 wurde die Frömmigkeit in der Tschechoslowakei durch mehrere Ordensgemeinschaften geprägt. Große Bedeutung hatten neben der Kongregation der Tröster von Gethsemani auch die Salesianer Don Boscos.

## Rückkehr nach Wien
Nach dem Zusammenbruch der kommunistisch regierten Länder zwischen 1989 und 1990 waren die „Tröster“ wieder in der Slowakei tätig. Im Jahre 2002 stellten sie an den Wiener Erzbischof Christoph Kardinal Schönborn die Anfrage zur Rückkehr nach Wien. 2003 erfolgte die Rückkehr des Ordens in das Gründerhaus am Rennweg in Wien.